# Хандлсон, Бадди
Бадди Хандлсон (англ. Buddy Handleson; род. 1 ноября 1999) — американский актёр, наиболее известный по ролям Генри Диллона сериале «Танцевальная лихорадка!», Уэнделла в сериале «История Уэнделла и Винни» и Ньюта в сериале «Белла и Бульдоги».

## Биография
Бадди Хандлсон родился в Дэнвилле, Калифорния в семье Джея и Атены Хандлсон. Он начал ходить на прослушивания в возрасте семи лет, позже брал уроки актёрского мастерства у Ромео Маркеса.
Хандлсон дебютировал на телевидении в 2009 году, снявшись в эпизоде телесериала «Ханна Монтана». В 2010—2012 годах он играл второстепенную роль Генри Диллона в сериале канала Disney «Танцевальная лихорадка!» В 2012 году Бадди озвучил Луку в двух эпизодах мультсериала «Доктор Плюшева».
В 2012—2013 годах Хандлсон играл главную роль в сериале канала Nickelodeon «История Уэнделла и Винни», где его партнёром стал Джерри Трейнор. В 2015—2016 годах он снимался в роли Ньюта в сериале «Белла и Бульдоги» Также в 2017—2018 годах Бадди снялся в двух эпизодах сериала «Никки, Рикки, Дикки и Дон».

## Личная жизнь
Хандлсон — открытый гей. Он совершил каминг-аут 25 июня 2017 года в своём Инстаграм.